# Võru
Võru (en võro: Võro) es una ciudad situada en el condado de Võru, en Estonia. Es el centro administrativo, económico y cultural del condado.

## Toponimia
En otros idiomas, Võru es conocido con otros nombres por motivos históricos (en alemán: Werro).

## Geografía
La ciudad está situada a orillas del lago Tamula, a 63 km de Tartu y a 253 km a Tallin.

### Clima
Võru tiene un clima continental húmedo con veranos cálidos e inviernos fríos. Võru tiene uno de los climas más continentales de Estonia: aquí se registran temperaturas de 35,6 °C, la más alta jamás registrada en el país, y de -43,4 °C, muy cerca de la más baja jamás registrada (después de Jõgeva).  Las precipitaciones suelen ser más abundantes entre principios de verano y finales de otoño, y más escasas entre finales de invierno y principios de primavera.
| Parámetros climáticos promedio de Võru (1991-2020)        | Parámetros climáticos promedio de Võru (1991-2020) | Parámetros climáticos promedio de Võru (1991-2020) | Parámetros climáticos promedio de Võru (1991-2020) | Parámetros climáticos promedio de Võru (1991-2020) | Parámetros climáticos promedio de Võru (1991-2020) | Parámetros climáticos promedio de Võru (1991-2020) | Parámetros climáticos promedio de Võru (1991-2020) | Parámetros climáticos promedio de Võru (1991-2020) | Parámetros climáticos promedio de Võru (1991-2020) | Parámetros climáticos promedio de Võru (1991-2020) | Parámetros climáticos promedio de Võru (1991-2020) | Parámetros climáticos promedio de Võru (1991-2020) | Parámetros climáticos promedio de Võru (1991-2020) |
| Mes                                                       | Ene.                                               | Feb.                                               | Mar.                                               | Abr.                                               | May.                                               | Jun.                                               | Jul.                                               | Ago.                                               | Sep.                                               | Oct.                                               | Nov.                                               | Dic.                                               | Anual                                              |
| --------------------------------------------------------- | -------------------------------------------------- | -------------------------------------------------- | -------------------------------------------------- | -------------------------------------------------- | -------------------------------------------------- | -------------------------------------------------- | -------------------------------------------------- | -------------------------------------------------- | -------------------------------------------------- | -------------------------------------------------- | -------------------------------------------------- | -------------------------------------------------- | -------------------------------------------------- |
| Temp. máx. abs. (°C)                                      | 9.6                                                | 12.9                                               | 18.2                                               | 26.9                                               | 31.1                                               | 33.8                                               | 35.2                                               | 35.6                                               | 29.9                                               | 22.2                                               | 14.2                                               | 11.7                                               | 35.6                                               |
| Temp. máx. media (°C)                                     | −1.8                                               | −1.3                                               | 3.7                                                | 11.4                                               | 17.6                                               | 21.1                                               | 23.6                                               | 22.1                                               | 16.5                                               | 9.4                                                | 3.4                                                | −0.1                                               | 10.5                                               |
| Temp. media (°C)                                          | −4.2                                               | −4.5                                               | −0.4                                               | 6.1                                                | 11.9                                               | 15.9                                               | 18.4                                               | 16.9                                               | 11.9                                               | 6.2                                                | 1.3                                                | −2.1                                               | 6.5                                                |
| Temp. mín. media (°C)                                     | −6.7                                               | −7.6                                               | −4.2                                               | 1.2                                                | 6.0                                                | 10.7                                               | 13.3                                               | 12.1                                               | 8.0                                                | 3.3                                                | −0.8                                               | −4.3                                               | 2.6                                                |
| Temp. mín. abs. (°C)                                      | −43.4                                              | −37.9                                              | −30.2                                              | −18.8                                              | −9.4                                               | −1.0                                               | 1.7                                                | 1.0                                                | −5.0                                               | −14.4                                              | −21.9                                              | −40.5                                              | −43.4                                              |
| Precipitación total (mm)                                  | 45                                                 | 36                                                 | 34                                                 | 35                                                 | 53                                                 | 83                                                 | 75                                                 | 79                                                 | 57                                                 | 64                                                 | 51                                                 | 45                                                 | 657                                                |
| Días de precipitaciones (≥ 1 mm)                          | 11                                                 | 9                                                  | 9                                                  | 7                                                  | 8                                                  | 10                                                 | 10                                                 | 11                                                 | 11                                                 | 11                                                 | 12                                                 | 12                                                 | 121                                                |
| Horas de sol                                              | 29.3                                               | 60.5                                               | 136.6                                              | 194.8                                              | 271.8                                              | 261.1                                              | 276.1                                              | 237.4                                              | 150.8                                              | 75.2                                               | 27.3                                               | 17.3                                               | 1738.2                                             |
| Humedad relativa (%)                                      | 88                                                 | 85                                                 | 77                                                 | 69                                                 | 67                                                 | 71                                                 | 74                                                 | 77                                                 | 82                                                 | 86                                                 | 89                                                 | 89                                                 | 79.5                                               |
| Fuente: Servicio de meteorología e hidrografía de Estonia |                                                    |                                                    |                                                    |                                                    |                                                    |                                                    |                                                    |                                                    |                                                    |                                                    |                                                    |                                                    |                                                    |

## Historia
Võru se fundó el 21 de agosto de 1784, a petición de la emperatriz Catalina II de Rusia, por orden del gobernador general de Riga, conde George Browne, en el emplazamiento de la antigua finca de Võru, como centro del nuevo condado. La planificación urbana se completó en 1785. Los ángulos rectos dominan la red histórica de calles, que se ha conservado hasta nuestros días, junto con algunas casas de madera de una sola planta.
Desde 1797 hasta la actualidad, Võru ha sido el centro administrativo de la región circundante.
En 1827, se inauguró el Hospital Municipal de Võru y Friedrich Reinhold Kreutzwald, quien vivió y trabajó como médico en Võru entre 1833 y 1877, también escribió la epopeya nacional estonia Kalevipoeg en Võru. El desarrollo de la ciudad se vio facilitado por el ferrocarril Pskov-Riga, finalizado en 1889, que permitió a Võru tener una conexión directa con Riga y San Petersburgo. Como resultado, se desarrolló el comercio y se construyeron un molino harinero, un aserradero y una destilería. Võru se convirtió en el centro de la zona rural circundante.
Durante la Segunda Guerra Mundial, Võru fue ocupada por tropas de la Alemania nazi el 10 de julio de 1941 y recuperada por el Ejército Rojo el 13 de agosto de 1944 durante la ofensiva de Tartu.

## Demografía
La evolución de la población de Võru entre 1897 y 2021 fue la siguiente:
| 4152                                           | 5071 | 5332 | 5407 | 10 700 | 15 398 | 16 767 | 17 496 | 14 879 | 12 667 | 11 865 |
| (Fuente: Distribución de población de Estonia) |      |      |      |        |        |        |        |        |        |        |

Según el censo de 2021, los estonios representan el 93,1% de la población local.

## Infraestructura

### Arquitectura, monumentos y lugares de interés
La ciudad tiene dos iglesias de importancia: la iglesia luterana de Santa Catalina, construida en 1793 con fondos personales de la emperatriz Catalina II de Rusia; y la iglesia ortodoxa, consagrada en 1806. También cuenta con una estatua de Friedrich Reinhold Kreutzwald, monumento creado por Amandus Adamson en 1926.

### Militar
En Võru se halla la base del ejército de Taara, cuartel general del batallón de infantería Kuperjanov.

### Transporte
La ruta europea E263 es la principal conexión con el resto de Estonia. Otras carreteras conectan Võru con Põlva, Räpina, Antsla y Valga. El ferrocarril Valga-Pechory, que pasa por Võru, está actualmente inactivo (desde 2001).

## Cultura

### Deportes
En la ciudad está el estadio Võru, donde juega el equipo de fútbol de la II liiga Võru JK.

### Festivales
Todos los años, se celebra en Võru el Festival Folclórico de Võru.

## Personas importantes
- Erki Nool (1970): atleta especializado en las pruebas que componen el decatlón y político estonio.
- Uku Suviste (1982):  cantante, compositor, pianista y productor musical estonio, representante de Estonia en Eurovisión 2021.

## Galería

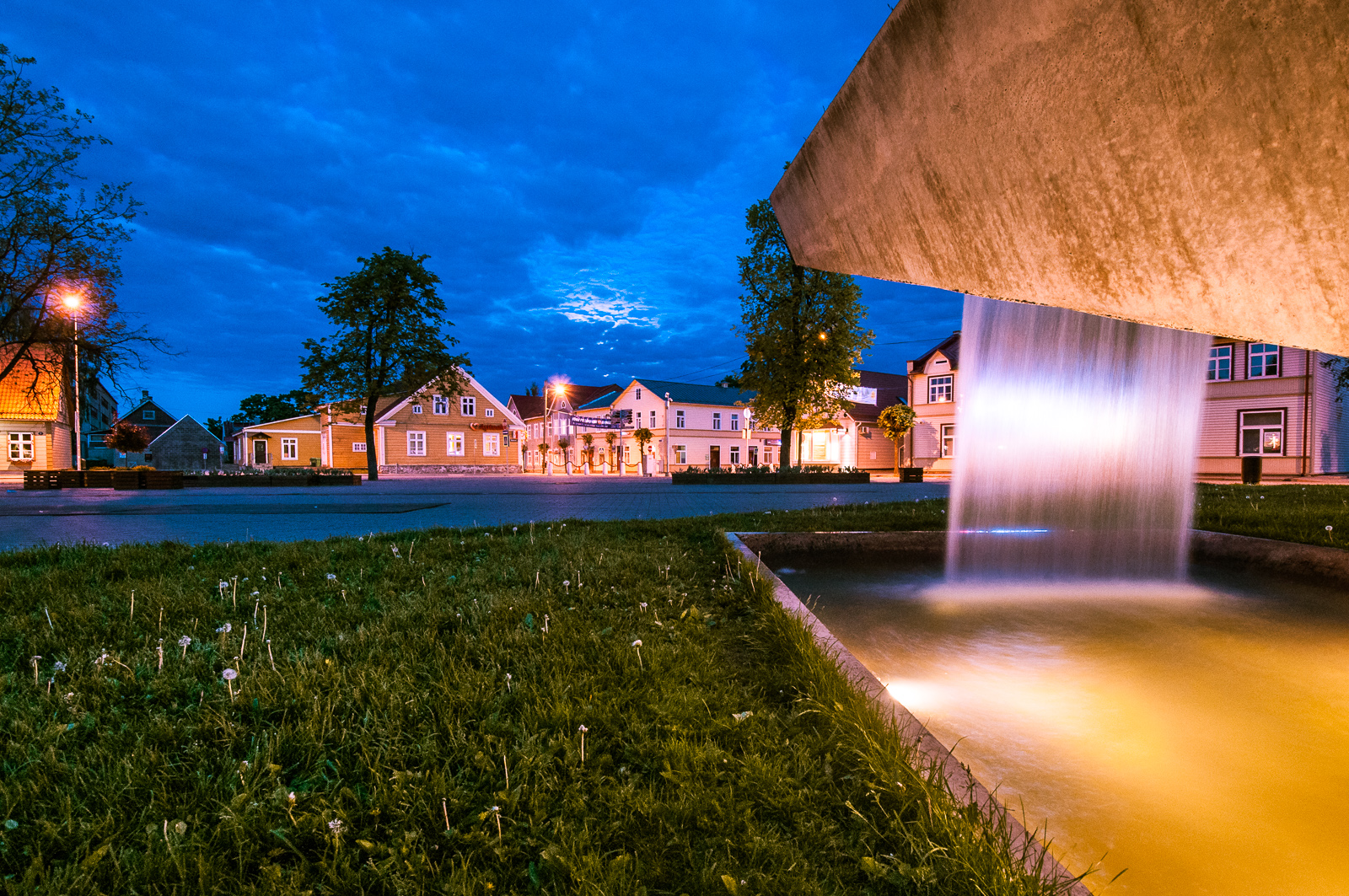
Centro de Võru de nocho
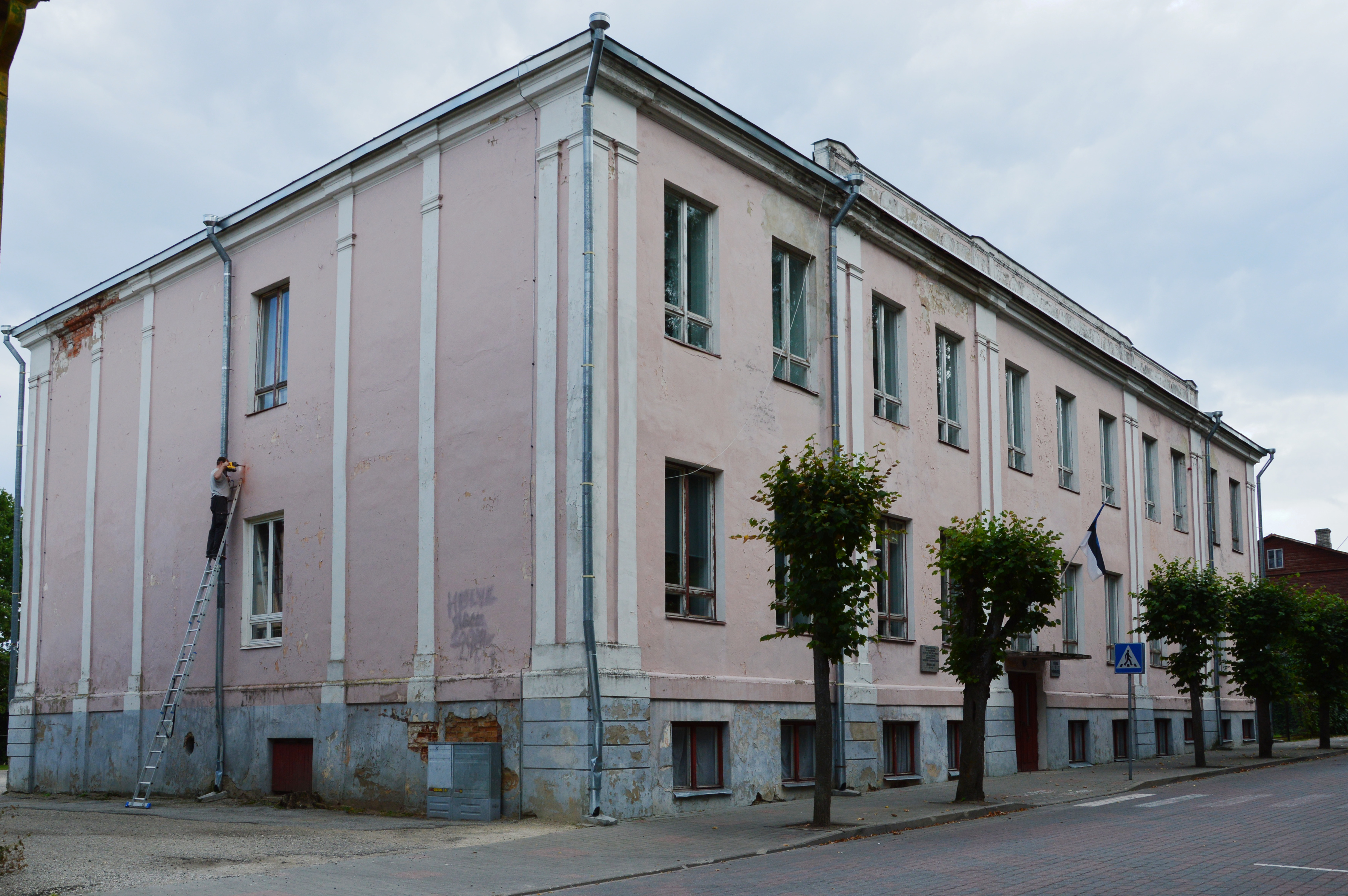
Escuela Básica I de Võru
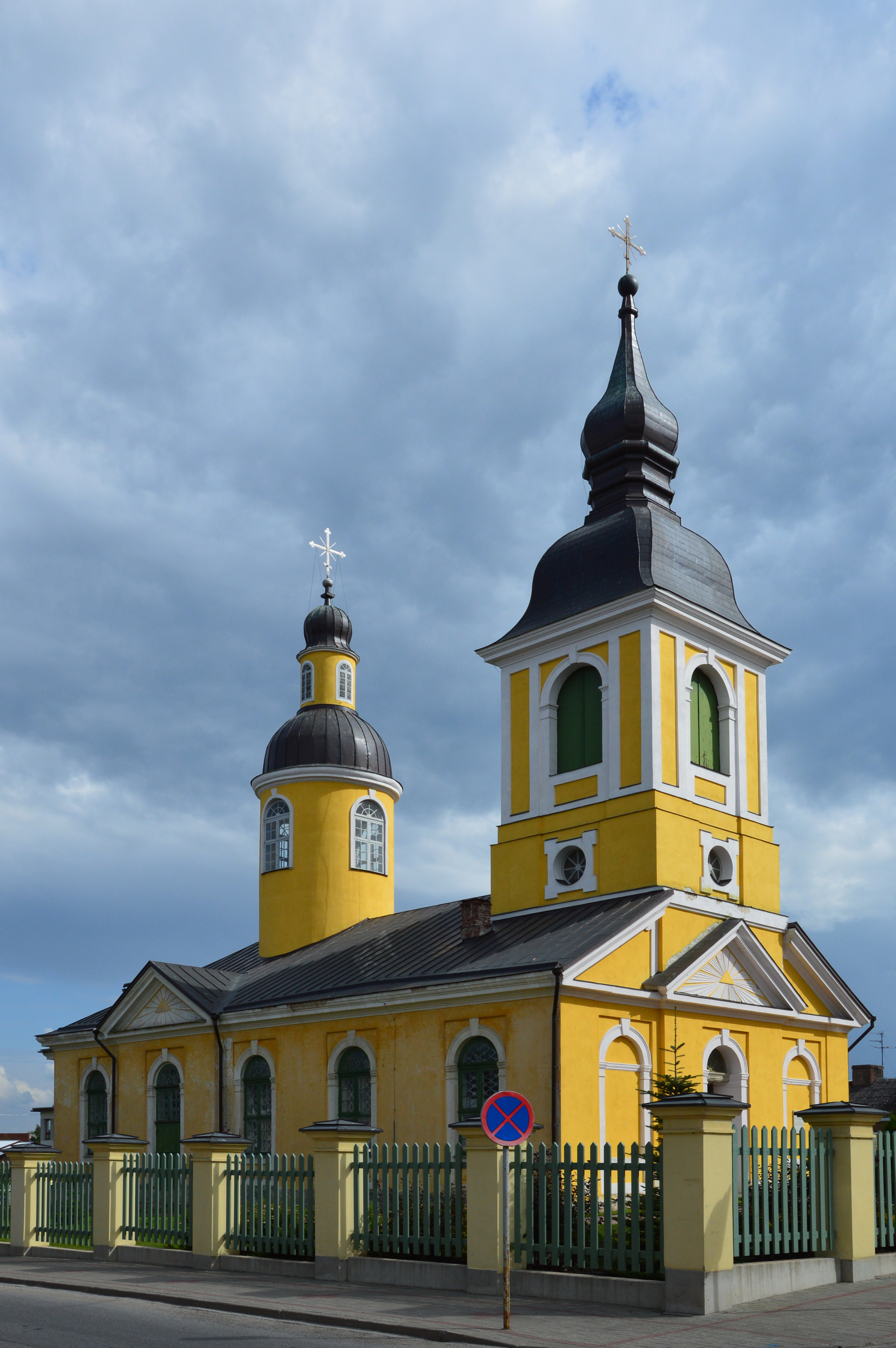
Iglesia de Santa Catalina
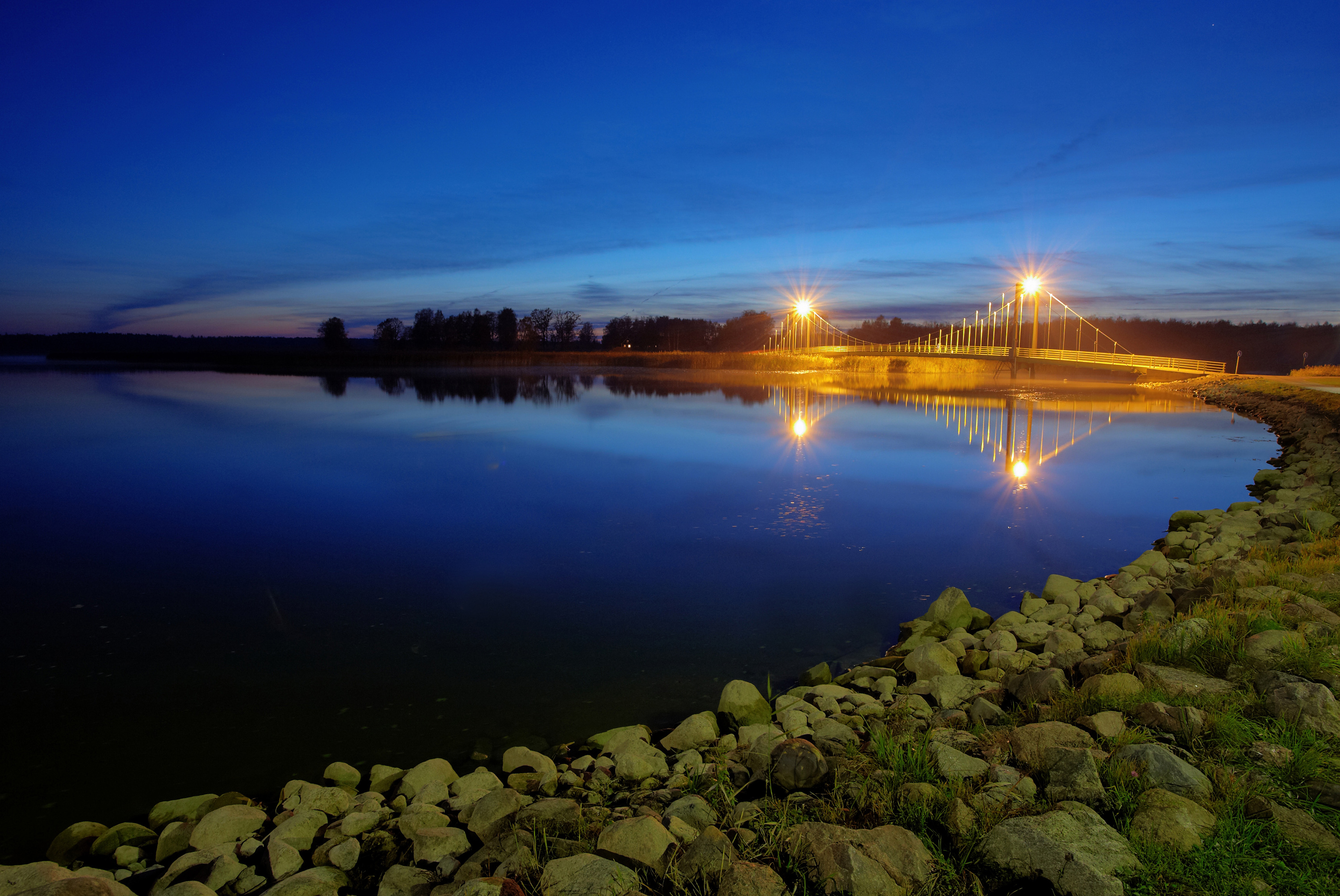
Puente colgante de Roosaare

## Ciudades hermanadas
- Bad Segeberg, Alemania
- Smolyan, Bulgaria
- Iisalmi y Laitila, Finlandia
- Chambray-lès-Tours, Francia
- Alūksne, Letonia
- Joniškis, Lituania
- Suwałki, Polonia
- Härryda y Landskrona, Suecia
- Kaniv, Ucrania